# Schlettereriella oncophorus
Schlettereriella oncophorus är en stekelart som först beskrevs av August Schletterer 1890.  Schlettereriella oncophorus ingår i släktet Schlettereriella och familjen bracksteklar. Inga underarter finns listade i Catalogue of Life.